# J. Michael Riva
Pour les articles homonymes, voir Riva.
J. Michael Riva, né le 28 juin 1948, et mort le 7 juin 2012, est un créateur de décors américain travaillant pour le cinéma. Il est le petit-fils de Marlene Dietrich.

## Biographie
Son décès est intervenu durant le tournage de Django Unchained. La séquence du making-of du DVD de Django Unchained consacré aux décors du film lui est dédiée.
Ce making-of nous apprend entre autres que la conception de tous les décors était terminée avant son décès.

## Filmographie
- 1977 : Jamais je ne t'ai promis un jardin de roses
- 1977 : Bare Knuckles
- 1980 : Brubaker
- 1981 : La Main du cauchemar
- 1981 : Callie & Son (TV)
- 1981 : Halloween II
- 1983 : Bad Boys
- 1983 : Strangers Kiss
- 1983 : Les Aventures de Buckaroo Banzaï à travers la 8e dimension
- 1985 : Match à deux
- 1985 : Les Goonies
- 1985 : La Couleur pourpre
- 1986 : Golden Child - L'Enfant sacré du Tibet de Michael Ritchie
- 1987 : L'Arme fatale
- 1988 : Fantômes en fête
- 1989 : L'Arme fatale 2
- 1989 : Tango et Cash
- 1992 : Le Rêve de Bobby
- 1992 : Des hommes d'honneur
- 1993 : Président d'un jour
- 1994 : L'Irrésistible North
- 1995 : Congo
- 1996 : Centennial Olympic Games: Torch Relay Opening Ceremonies (TV)
- 1998 : Pluie d'enfer
- 1998 : 6 jours, 7 nuits
- 1998 : L'Arme fatale 4
- 1998 : Morrie : Une leçon de vie (TV)
- 2000 : Charlie et ses drôles de dames
- 2003 : Charlie's Angels : Les Anges se déchaînent !
- 2006 : Zathura : une aventure spatiale
- 2007 : À la recherche du bonheur
- 2007 : Spiderman 3
- 2010 : Iron Man 2
- 2012 : The Amazing Spider-Man
- 2012 : Django Unchained de Quentin Tarantino